# ラジオのタマカワ
『ラジオのタマカワ』はTOKYO FMのラジオ番組。

## 概要
テレビ朝日のワイドショー番組『羽鳥慎一モーニングショー』でコメンテーターとして活躍するフリージャーナリスト、玉川徹が同局を定年退職後に初めて担当するレギュラーラジオの冠番組。
テレビでは扱わない話題を中心に様々なジャンルのニュースを取り上げ、テレビとは違った角度で深堀りしていく他、ゲストとの対談やリスナーへの人生相談コーナーを実施する予定である。

## 出演者
パーソナリティ
- 玉川徹 （元テレビ朝日報道局社員）
  - 2024年10月10・17日は夏季休暇中のため休演。

アシスタント
- 原千晶（フリーアナウンサー、元テレビ山口アナウンサー）

### 代理パーソナリティ
2024年
- 10月10日：長嶋一茂[2]
- 10月17日：吉村崇（平成ノブシコブシ）[3]

2025年
- 4月10日：吉田明世

## タイムテーブル・コーナー
- （10:55）- 『Blue Ocean』パーソナリティ、住吉美紀とのクロストーク[4]。
- 11:30 - オープニング
- 11:51 - TOKYO FM NEWS
- 11:53 - 交通情報
- 12:50 - 交通情報
- 12:54 - 次番組『山崎怜奈の誰かに話したかったこと。』パーソナリティ、山崎怜奈とのクロストーク。

## 備考・番組内の出来事
2024年4月4日の初回放送では玉川と縁のある羽鳥慎一、リリー・フランキー、吉田明世、秋元康の4名から番組へメッセージが寄せられた。